# I'll Be Your Mirror
Pour les articles homonymes, voir Blood.
 (septembre 2022).
Si vous disposez d'ouvrages ou d'articles de référence ou si vous connaissez des sites web de qualité traitant du thème abordé ici, merci de compléter l'article en donnant les références utiles à sa vérifiabilité et en les liant à la section « Notes et références ».
Pour plus de détails, voir Fiche technique et Distribution.
I'll Be Your Mirror est un film dramatique américain écrit et réalisé par Bradley Rust Gray  et sorti en 2022. 
Il est présenté au festival du film de Sundance 2022.

## Fiche technique
- Titre original : I'll Be Your Mirror
- Réalisation : Bradley Rust Gray
- Scénario : Bradley Rust Gray
- Photographie : Daníel Bjarnason
- Montage : Bradley Rust Gray, Susan E. Kim
- Musique : Daníel Bjarnason
- Pays d'origine : États-Unis
- Langue originale : anglais
- Format : couleur
- Genre : drame
- Durée : 111 minutes
- Dates de sortie :
  - États-Unis : 24 janvier 2022 (festival de Sundance)

## Distribution
- Carla Juri : Chloe
- Takashi Ueno : Toshi
- Sachiko Ohshima : Grandmother
- Futaba Okazaki : Futaba
- Elika Portnoy (bg) : Cassandra
- Gustaf Skarsgård : Peter
- Issei Ogata : Yatsuro
- Reiko Ohbs : Kintsugi Artist
- Koji Arai : Soba Chef
- Chieko Ito : Chieko
- Masayo Yamaguchi : Dancer #1
- Kyoko Kudo : Dancer #2
- Takashi Yo : Waiter
- Elisa Yanagi : Koko
- Setsuko Kurosawa : Tofu Shop Lady
- Sakuzo Higuchi : Sushi Chef
- Kayoko Ueno : Toshi's Mother
- Hideo Tanaka : Fisherman
- Sjón : Icelandic friend
- Ásgerður Júníusdóttir : Icelandic friend